# 3C busz (Kőszeg)
A kőszegi 3C jelzésű autóbusz a Kőszegfalva, autóbusz-váróterem megállóhelytől közlekedett az Autóbusz-állomás megállóhelyig, egy irányba 2013. április 1-ig. A vonalat a Vasi Volán Zrt. üzemeltette. Kőszegen jelenleg nincs helyi tömegközlekedés miután a szerződés lejárt, és a város nem hosszabbította meg.

## Közlekedése
Csak hétköznap közlekedett a tanítás tartama alatt.

## Útvonala
Kőszegfalva, autóbusz-váróterem - Kőszegfalvi utca - 87-es út - Szombathelyi út - Vasútállomás - Rákóczi Ferenc utca - Rohonci utca - Petőfi tér - Liszt Ferenc utca - Autóbusz-állomás

## Megállói
| Megállóhely neve                | Menetidő |
| ------------------------------- | -------- |
| Kőszegfalva, autóbusz-váróterem | 0        |
| Vasútállomás                    | 4        |
| Autóbusz-állomás                | 9        |

## Érvényes menetrend
| Óra | ♦  |
| --- | -- |
| 16  | 15 |

♦: iskolai előadási napokon

## Régi Menetrend
| Óra | 57 | 77 |
| --- | -- | -- |
| 16  | 45 | 30 |

JELMAGYARÁZAT:
- 57: a nyári időszámítás tartama alatt iskolai előadási napokon
- 77:a téli időszámítás tartama alatt iskolai előadási napokon